# 시드니 E. 알스트롬
시드니 E. 알스트럼 (Sydney Eckman Ahlstrom, 1919년 12월 16일 - 1984년 7월 3 일)은 미국의 교육자이자 역사가였다.  그는 예일 대학교 교수이자 미국 종교사의 전문가였다. 미국의 많은 제자가 있으며 한국의 백낙준 박사도 그의 제자이다.

## 생애
알스트럼은 미네소타 코카토에서 태어났다. 그의 아버지 스웨덴에서 이민온 미국의 루터교 신자였다. 미네소타 대학교에서 석사를 하바드 대학교에서 박사를 취득했고 프랑스 스트라스부르 대학교에서 수학했다. 예일 대학교에 1954년에 오기전 하버드 대학교에서 강사를 하였다.
1973년에 그는 "A Religious History of the American People"이라는 책으로 철학과 종교 분야에서 내셔널 북 어워드 상을 받았다.
그는 미국 예술 과학 아카데미에서 1978년 연구원으로 선출되었다. 1979년에는 종교 분야에서 가장 뛰어난 책에 대한 수상으로 크리스챤 센츄리 상을 받았다.
1984년 예일대학교에서 은퇴한 후에 그는 미국 역사와 현대 종교 역사 사무엘 나이트 교수직을 가지고 있었다. 1984년 7월 3일에 코네티컷  뉴 헤이븐에서 죽었다.

### 주된 인용글
한창 때의 청교도주의는 하나의 혁명이었다.... 그러나 복음주의는 반혁명이다. 복음주의는 청교도 400주년의 결실을 즐겁게 추수하여 그 풍성함을 청교도 후기 세계의 엄청난 문제들에 대한 해결책으로 돌려주지 못하였다.

## 저서

### 책
- A Religious History of the American People (1972; 2nd ed. 2004) 1216pp excerpt and text search
- The American frontier and the Protestant missionary response (1960)

### 편집한 책
- An American reformation: a documentary history of Unitarian Christianity edited with Jonathan S. Carey (1998)
- Theology in America: the major Protestant voices from Puritanism to Neo-Orthodoxy (1967)

### 논문
- "The Scottish Philosophy and American Theology," Church History, Vol. 24, No. 3 (Sep., 1955), pp. 257–272 in JSTOR
- "Continental Influence on American Christian Thought since World War I," Church History, Vol. 27, No. 3 (Sept 1958), pp. 256–272 in JSTOR
- "Theology and the Present-Day Revival," Annals of the American Academy of Political and Social Science Vol. 332, Religion in American Society (Nov., 1960), pp. 20–36 in JSTOR
- "Thomas Hooker: Puritanism and Democratic Citizenship: A Preliminary Inquiry into Some Relationships of Religion and American Civic Responsibility," Church History, Vol. 32, No. 4 (Dec., 1963), pp. 415–431 in JSTOR
- "The Radical Turn in Theology and Ethics: Why It Occurred in 1960s," Annals of the American Academy of Political and Social Science Vol. 387, The Sixties: Radical Change in American Religion (Jan., 1970), pp. 1–13 in JSTOR
- "Religion, Revolution and the Rise of Modern Nationalism: Reflections on the American Experience," Church History, Vol. 44, No. 4 (Dec., 1975), pp. 492–504 in JSTOR
- "The Religious Dimension of American Aspirations," Review of Politics vol. 38, No. 3, Bicentennial Issue (Jul., 1976), pp. 332–342 in JSTOR
- "The Romantic Religious Revolution and the Dilemmas of Religious History The Romantic Religious Revolution and the Dilemmas of Religious History," Church History, Vol. 46, No. 2 (Jun., 1977), pp. 149–170 in JSTOR
- "The Problem of the History of Religion in America," Church History, Vol. 57, Supplement: Centennial Issue (1988), pp. 127–138 in JSTOR